# Markutiškiai

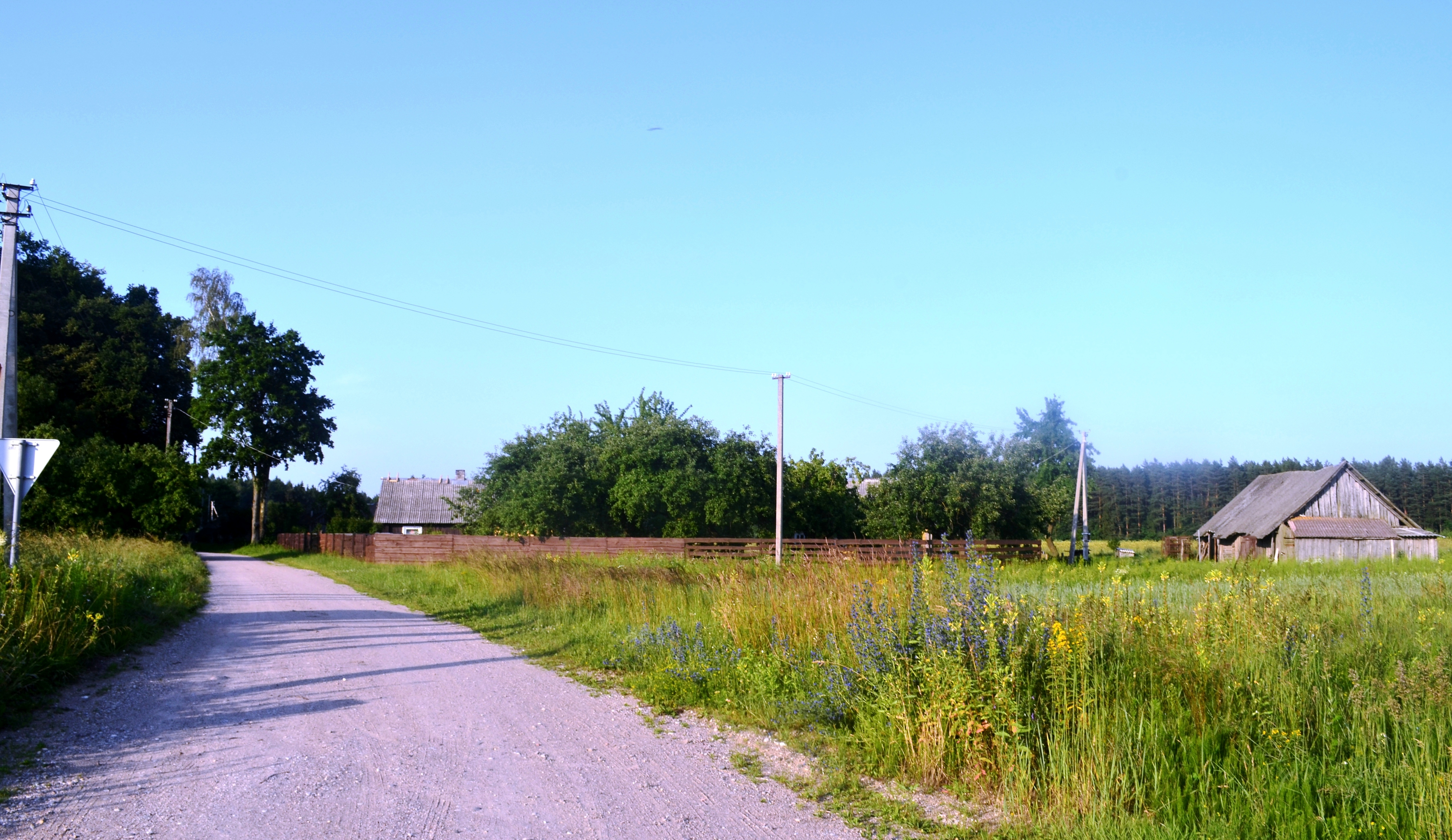
Einfahrt

Markutiškiai ist ein Dorf mit 78 Einwohnern (Stand 2011) in Litauen, im Amtsbezirk Šilai, in der Rajongemeinde Jonava (Bezirk Kaunas), einige Kilometer von der Mittelstadt Jonava, 6 km nordöstlich von Šilai, unweit der Fernstraße A6. Es ist das Zentrum des Unteramtsbezirks Markutiškiai (Markutiškių seniūnaitija). Es gibt den Gutshof Markutiškiai, ein Kulturdenkmal. Im Osten des Dorfs fließt der Lokys. Der Ort wurde urkundlich 1744 erwähnt.